# Zahra Tatar
Zahra Tatar (* 10. November 1992) ist eine algerische Leichtathletin, die sich auf den Hammerwurf spezialisiert hat und aktuell Inhaberin des Landesrekordes ist. Ihren größten Erfolg feierte sie mit dem Gewinn der Goldmedaille bei den Afrikaspielen 2024 in Accra sowie dem Afrikameistertitel im selben Jahr in Douala.

## Sportliche Laufbahn
Erste internationale Erfahrungen sammelte Zahra Tatar im Jahr 2009, als sie bei den Arabischen Jugendmeisterschaften in Aleppo mit einer Weite von 43,02 m die Bronzemedaille im Hammerwurf gewann. 2011 gelangte sie bei den Juniorenafrikameisterschaften in Gaborone mit 47,61 m auf Rang sechs und auch bei den Arabischen Meisterschaften 2019 in Kairo wurde sie mit 54,09 m Sechste. 2021 belegte sie bei den Arabischen Meisterschaften in Radès mit 55,27 m den vierten Platz und im Jahr darauf gelangte sie bei den Afrikameisterschaften in Port Louis mit neuer Bestleistung von 62,11 m ebenfalls auf Rang vier. Anschließend klassierte sie sich bei den Mittelmeerspielen in Oran mit 61,93 m auf dem neunten Platz. 2023 siegte sie mit 69,48 m bei den Panarabischen Spielen in Algier und im Jahr darauf siegte sie mit neuem Spiele- und Landesrekord von 69,65 m bei den Afrikaspielen in Accra und im Juni siegte sie mit 67,82 m bei den Afrikameisterschaften in Douala. Anschließend verpasste sie bei den Olympischen Sommerspielen in Paris mit 66,99 m den Finaleinzug.
2025 siegte sie bei den Arabischen Meisterschaften in Oran mit einer Weite von 64,72 m.
2024 wurde Tatar algerische Meisterin im Hammerwurf.